# Erlheim
Erlheim ist ein Gemeindeteil der Gemeinde Ursensollen im Oberpfälzer Landkreis Amberg-Sulzbach.

## Geografie
Das Kirchdorf Erlheim liegt gegenüber dem Urlberg in dem Erlheimer Trockental. Bis 1750 bildeten starke Quellen am westlichen Ortsrand von Bittenbrunn einen Bachlauf, der durch das Erlbacher Tal in Richtung Kuhfelsen, einem Dolomitblock im Hager Tal, über das Mühltal zur Vils abfloss. An den Talflanken des Erlbacher Tals sind Dolomite angeschnitten, die nur hier zum Vorschein kommen, sonst findet man um Erlheim herum eine Kreideabdeckung.

## Geschichte
In der Erlheimer Gegend findet man eine vorgeschichtliche Besiedlung. Die Quelle bei Bittenbrunn bot den Menschen hier eine Siedlungsgrundlage, da im Fränkischen Alb Wasser relativ selten ist. Aus der Steinzeit wurde 1961 ein spitzhackiges Steinbeil gefunden. Östlich von Erlheim findet man sog. Erznester, die schon in der Hallstattzeit verhüttet worden sind. Bei einer Tieferlegung der Straße von Amberg nach Erlheim wurde 1932 ein Hügelgrab mit 13 Skeletten sowie Eisen- und Keramikfunden angegraben.
In historischer Zeit verlief hier der Bistumer Steig von Böhmen über Luhe und Amberg weiter nach Hohenburg, Velburg und in Richtung Süden nach Ingolstadt. Der Name der Altstraße wird von bischtum (= Bienenstube, Bienenhaus) abgeleitet und Honig und Bienenprodukte waren begehrte Handelswaren. Der Ort ist im Zuge der bajuvarischen Landnahme gegründet worden. Der Suffix -heim weist auf einen Ausbauort hin, der im Laufe der Bevölkerungszunahme entstanden ist. Der Name Oriliheim wird von Aurilianus abgeleitet und war im 11. Jahrhundert der Mittelpunkt verschiedener Orte, die zum Kloster Sankt Emmeram von Regensburg gehörten. Die dem Laurentius geweihte Ortskirche wurde bereits um 1010 erwähnt.
Erlheim war der Stammsitz der Örilheimer oder Oerlhaimer. Diese waren Ministeriale der Klosters St. Emmeram. 1337 wird ein Chunrat Oerelhaimer als Besitzer der Burg Roßstein genannt. In Erlheim war ihr Sitz im „sonderbaren Haus“ (ehemals Haus Nr. 1 von Erlbach, heute Laurentiusstr. 6) einem zweistöckigen Walmdachbau. Dieses ist 1890 abgebrannt, heute ist die Brandstelle überbaut.
Erlheim gehörte zur Hofmark Zant. 1812 ist Erlbach dem Ortsgericht Zant-Hohenkemnath zugeordnet. Am 28. Juni 1818 gehört Erlbach der Ruralgemeinde Hohenkemnath, nach Auflösung des Ortsgerichts Hohenkemnath-Zant wurde eine eigenständige Gemeinde Zant gebildet, der auch Erlbach zugeschlagen wurde.  Bis 1972 gehörte Erlheim zur Gemeinde Zant und wurde dann nach Ursensollen eingemeindet.